# Joy (Isaac Hayes)
Joy è il sesto album del musicista soul statunitense Isaac Hayes, pubblicato nel 1973 da Enterprise Records. L'album è secondo tra le produzioni R&B negli USA.
| Recensione                    | Giudizio |
| ----------------------------- | -------- |
| AllMusic                      | [ 1 ]    |
| The Rolling Stone Album Guide | [ 4 ]    |

## Tracce
1. Joy – 15:55
2. I Love You That's All – 6:13 (Randall Stewart, Willie Hall)
3. A Man Will Be a Man – 7:20
4. The Feeling Keeps On Coming – 6:48
5. I'm Gonna Make It (Without You) – 11:11

## Classifiche settimanali
| Classifica (1973) | Posizione massima |
| ----------------- | ----------------- |
| Stati Uniti       | 16                |
| US R&B Albums     | 2                 |